# Конопа
Коно́па (Conopias) — рід горобцеподібних птахів родини тиранових (Tyrannidae). Представники цього роду мешкають в Центральній і Південній Америці.

## Таксономія і систематика
Молекулярно-генетичне дослідження, проведене Телло та іншими в 2009 році дозволило дослідникам краще зрозуміти філогенію родини тиранових. Згідно із запропонованою ними класифікацією, рід Конопа (Conopias) належить до родини тиранових (Tyrannidae), підродини Тиранних (Tyranninae) і триби Тиранових (Tyrannini).

### Види
Виділяють чотири види:
- Конопа білогорла (Conopias albovittatus)
- Конопа оливкова (Conopias trivirgatus)
- Конопа жовтогорла (Conopias parvus)
- Конопа жовтоброва (Conopias cinchoneti)

## Етимологія
Наукова назва роду Conopias походить від сполучення слів дав.-гр. κωνωψ — комар, москіт і πιαζω — хапати.